# Zegel van Maine

Zegel van Maine

Het zegel van Maine werd aangenomen in juni 1820. Het wapen staat centraal op de vlag van Maine.
In het verleden werd het zegel op verschillende manieren weergegeven, wat weleens voor onduidelijkheid zorgde. Sinds 1919 zijn de ontwerpdetails wettelijk vastgelegd.
In het midden van het schild rust een eland onder een naaldboom. Een boer en een zeeman (met anker) symboliseren het feit dat Maine een staat is die van oudsher door deze twee bevolkingsgroepen wordt gekenmerkt. De Poolster vertegenwoordigt het statelijke motto Dirigo ("Ik leid"). Onder in het zegel staat de naam van de staat op een lint.